# Zweikirchen (Tiefenbach)
Zweikirchen ist ein Gemeindeteil der Gemeinde Tiefenbach im niederbayerischen Landkreis Landshut.

## Lage
Das Haufendorf Zweikirchen liegt etwa drei Kilometer südöstlich von Tiefenbach im Isar-Inn-Hügelland.

## Geschichte
In einer Schenkungsurkunde überließ Bischof Wolfram von Freising († 937) einem gewissen Gottschalk unter anderem die Ortschaft Zeinkircha. Eine spätere Schenkungsurkunde nennt einen Hof in Zueinchirichum. 1531 hieß der Ort Zwainkirchen, zwischen um 1750 und 1790 Zwaykirchen,  1800 Zweykirchen und erst im 19. Jahrhundert Zweikirchen. Der Name geht vermutlich nicht auf zwei Kirchen, sondern auf den Anbau von rotem Wein zurück, in dessen Nähe sich eine Kirche befand (zu Weinkirchen). Noch heute existiert der Flurname Weinberg. 
Ab 1148/1158 findet sich hier mit den Brüdern Engilwan und Altmann ein adeliges Geschlecht, das mit den Achdorfern verwandt war. Um 1229 traten die Brüder Heinrich und Wicmann von Zweikirchen als herzogliche Ministerialen auf. Die Besitzerreihe der Tafernwirtschaft ist von 1526 an bis heute, mit einigen Lücken im 16. Jahrhundert, vollständig bekannt. 
Etwa um 1810 gab es in Zweikirchen zwölf Anwesen. 1813 gehörte Zweikirchen zum Patrimonialgericht Neufraunhofen und zum Steuerdistrikt Münchsdorf. Bei der Bildung der Gemeinden kam der Ort zur Gemeinde Münchsdorf. Bei deren Auflösung 1978 wurde das Gebiet um Zweikirchen der Gemeinde Tiefenbach angegliedert. 1987 hatte Zweikirchen 129 Einwohner.

## Sehenswürdigkeiten
- Pfarrkirche St. Michael. Sie wurde im 15. Jahrhundert im spätgotischen Stil erbaut, wobei die Grundmauern eines früheren, romanischen Gotteshauses dem Langhaus als Fundamente dienten. Die Ausstattung ist neugotisch mit einzelnen spätgotischen und barocken Figuren.

## Vereine
- Freiwillige Feuerwehr Zweikirchen. Sie wurde im Jahre 1907 gegründet.
- KSK Zweikirchen
- Edelweißschützen Zweikirchen